# Mori (calciatore)
Antonio Martínez Sánchez, conosciuto calcisticamente come Mori (Barbate, 15 dicembre 1951), è un ex calciatore spagnolo.

## Carriera
In attività giocava come attaccante. Con il Celta Vigo vinse un campionato di Segunda División e uno di Segunda B. Conta una presenza con la nazionale olimpica spagnola.

## Palmarès

### Club

#### Competizioni nazionali
- Segunda División (Spagna): 1

Celta Vigo: 1981-1982
- Segunda División B: 1

Celta Vigo: 1980-1981